# Корчиц, Владислав Викентьевич
Владислав Викентьевич Корчиц (пол. Władysław Korczyc; 1 сентября 1893 года, деревня Богдановичи, ныне Слонимский район Гродненской области — 17 октября 1966 года, Москва) — советский военачальник, генерал-полковник (1945 год), генерал брони Войска Польского (1945 год).

## Начальная биография
Владислав Викентьевич Корчиц родился 1 сентября 1893 года в деревне Богдановичи ныне Слонимский район Гродненской области.

## Военная служба

### Первая мировая и Гражданская войны
В Русскую императорскую армию был призван в 1914 году. Дослужился до прапорщика. Принимал участие в Первой мировой войне, во время которой командовал кавалерийским эскадроном на Западном фронте.
В 1917 году закончил 5-ю Московскую школу прапорщиков. В 1919 году перешёл на сторону РККА. Во время Гражданской войны воевал на Южном и Северо-Западном фронтах в качестве командира дивизионного продтранспорта стрелковой дивизии.

### Межвоенный период
В 1923 и 1930 годах окончил курсы усовершенствования комсостава «Выстрел», а в 1936 году — Академию Генштаба.
Работал старшим помощником начальника оперативной части штаба 3-го стрелкового корпуса, командиром 49-го стрелкового полка, начальником штаба 19-й стрелковой дивизии и начальником штаба 14-го стрелкового корпуса.
С 9 мая 1938 года по 20 января 1940 года Владислав Викентьевич Корчиц находился под следствием, однако был освобожден с прекращением дела. Приказом НКО СССР № 01827 от 28 апреля 1940 года комбриг Корчиц был восстановлен в рядах РККА и был назначен сначала преподавателем тактики Высшей военной школы штабной службы, затем Военной академии РККА им. М. В. Фрунзе, в которой преподавал до 1941 года.

### Великая Отечественная война
В начале войны Корчиц был назначен на должность командира 245-й стрелковой дивизии, сформированной в Московском военном округе. В августе дивизия вела бои с превосходящими силами противника вдоль железной дороги Старая Русса — Дно. Противнику удалось совершить обход и окружить дивизию, но 24 августа дивизия вышла из окружения, заняв оборону в 5-8 км восточнее районного центра Залучье, где противник вновь окружил дивизию. Из-за того, что противник перекрыл только дороги, дивизия вышла из окружения в район озера Велье.
В декабре 1941 года Корчиц был назначен на должность командира 182-й стрелковой дивизии, которая в ходе Демянской операции обороняла рубеж Вороново — Слобода. В апреле 1942 года дивизия прикрывала отступление армии за реку Полисть. Ночью дивизия переправилась через реки Тулебля, Полисть и озеро Сонное и заняла рубеж по реке Полисть до железной дороги Старая Русса — Парфино. С июня дивизия обороняла рубеж Роща Круглая — Редцы.
04.08.1942 присвоено звание генерал-майора.
В сентябре 1942 года был назначен на должность заместителя командующего 34-й армией, принимавшей участие в ликвидации демянского плацдарма противника. Вскоре Корчиц занимал ряд штабных и командных должностей.
В декабре 1942 года был назначен на должность начальника штаба 1-й ударной армии. С середины марта 1943 года армия обороняла рубеж по рекам Редья и Порусья. В феврале 1944 года армия участвовала в Ленинградско-Новгородской операции.
В конце апреля 1944 года Владислав Викентьевич Корчиц был назначен на должность начальника штаба 1-й Польской армии. С сентября служил начальником Главного Штаба Войска Польского, а 4 октября был назначен на должность командующего 1-й Польской армией, принимавшей участие с 16 по 23 сентября в наступлении на центральном участке 1-го Белорусского фронта с целью оказания помощи варшавскому восстанию. В ноябре 1-я Польская армия наряду с 47-й армией вела боевые действия по ликвидации плацдармов противника между реками Висла и Западный Буг.
В Войске Польском было присвоено звание генерала дивизии (1 октября 1944) и генерала брони (3 мая 1945).

### Послевоенная карьера

Могила Корчица на Новодевичьем кладбище Москвы.

Участник парада Победы в Москве, где  командовал сводным полком Войска Польского.
С января 1945 г. по 1953 г. — начальник Генерального штаба Войска Польского, одновременно с декабря 1949 г. вице-министр национальной обороны Польской Народной Республики. В 1952—1954 годах учился на Высших академических курсах при Высшей военной академии им. К. Е. Ворошилова.
8 февраля 1954 года был освобожден от занимаемых должностей и вернулся в СССР.
В декабре 1954 года вышел в запас.
Владислав Викентьевич Корчиц умер 17 октября 1966 года в Москве. Похоронен на Новодевичьем кладбище.

## Награды
- Орден Ленина (21.02.1945);[2]
- Три ордена Красного Знамени (17.04.1943, 3.11.1944, 15.11.1950);
- Орден Суворова 1-й степени (9.08.1945);
- Орден Кутузова 2-й степени (4.06.1944);
- Орден Красной Звезды (1936);
- Медали;
- Иностранные ордена и медали.